# 橋口美穂
橋口 美穂（はしぐち みほ、（現性・岡崎）1977年12月29日 - ）は、日本の元体操選手。1995年全日本選手権 、個人総合優勝。1996年アトランタオリンピック日本代表。 

## 人物
- 愛知県出身。椙山女学園中学校在学中から体操の選手として活躍。藤村女子高等学校、日本体育大学体育学部体育学科卒業。現在はレジックスポーツ所属のコーチで専務も務める。

## 経歴
- 1992 全国中学生大会、床優勝
- 1994 全日本選手権、個人総合9位
- 1994 全国高校総体：床優勝
- 1995 全日本選手権：個人総合優勝
- 1995 NHK杯、個人総合3位
- 1996 全日本選手権、個人総合3位
- 1996 全日本学生選手権、個人総合優勝
- 1996 NHK杯、個人総合4位
- 1996 アトランタ五輪、団体12位
- 1997 全日本学生選手権、個人総合3位
- 1998 全日本学生選手権、個人総合2位
- 1998 NHK杯、個人総合6位

## 出演

### バラエティ、情報番組等
- ピラミッド・ダービー【もしも海外のカツ丼に日本のカツ丼が挑んだら!？】（2018年2月11日、TBS系）